# Горб

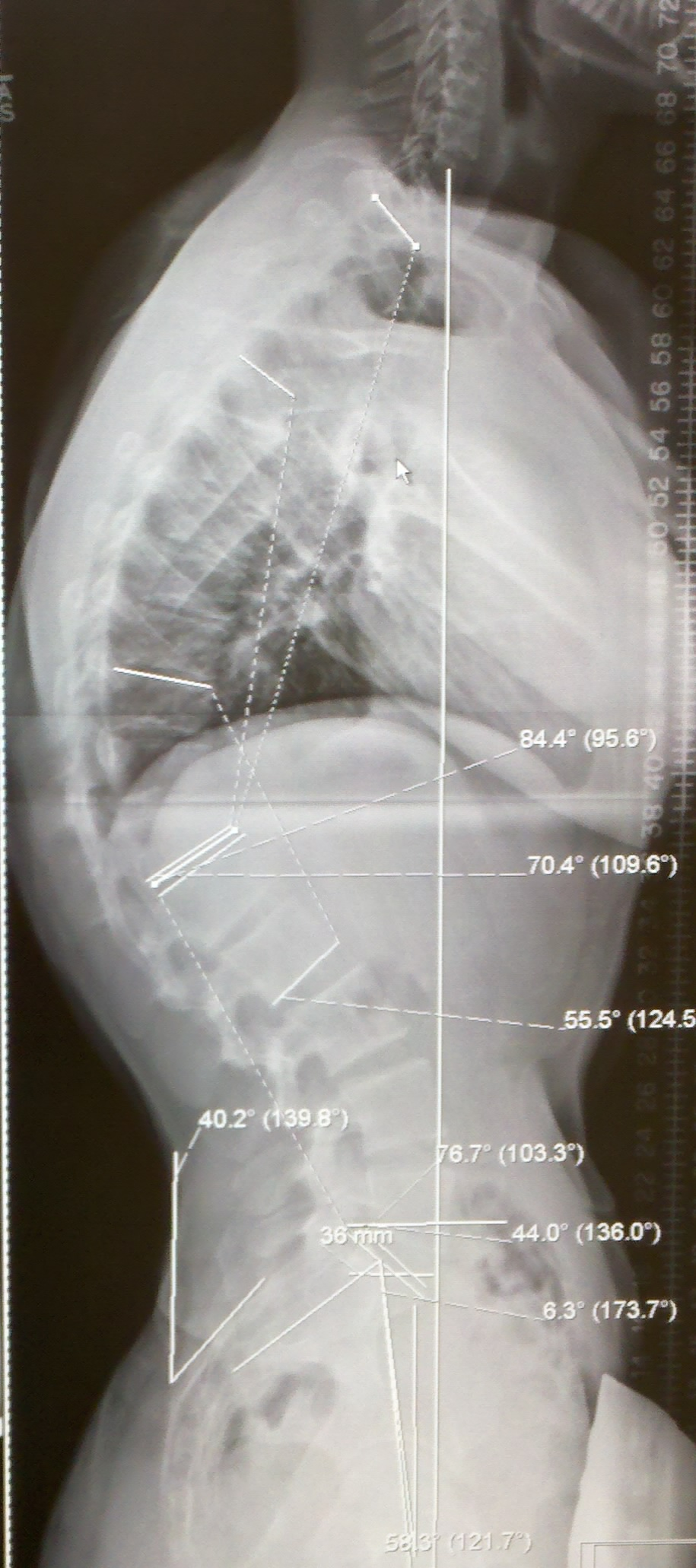

Горб — деформация позвоночника (реже — грудной клетки), характеризующаяся резко выраженным кифозом.

## Описание
Возникновение горба является результатом ряда заболеваний или повреждений, наиболее часты — туберкулёзный спондилит, рахит, а также механические травмы позвоночника. Кроме того, риск появления горба возникает вследствие систематического нарушения осанки. Вследствие разрушения патологическим (в случае заболевания) либо механическим процессом (при травме) тел отдельных позвонков происходит их деформация, влекущая за собой, в свою очередь, искривление позвоночника в передне-заднем и боковом направлениях. Одновременно с возникновением горба на позвоночнике происходит деформация и грудной клетки — возникает так называемый рёберный горб, который также может появиться и при боковом искривлении позвоночника. При возникновении горба у детей и в юношеском возрасте деформация может достигнуть большой степени, так как в растущем организме дальнейшее развитие скелета идёт неправильно.

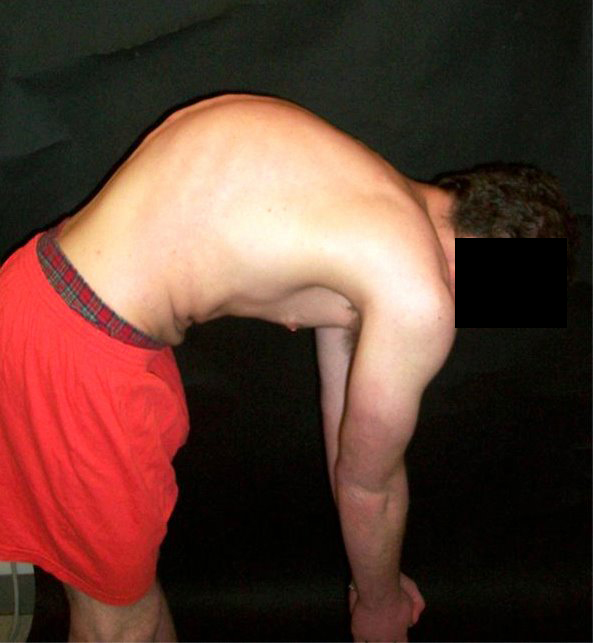

Как правило, при своевременном лечении и профилактике заболеваний удаётся избежать возникновения горба. Для детей младенческого возраста важны профилактические процедуры, необходимые для предотвращения нарушения осанки и неправильного формирования скелета: укладывание ребёнка с 2,5 месяцев на живот, воздержания от слишком раннего усаживания ребёнка, массаж мышц спины, гимнастика. Для детей школьного возраста и студентов также важно избегать нарушения осанки в ходе учебного процесса.